# Теуво Туліо
Теуво Туліо (справжнє ім'я Теодор Антоніус Тугай; 23 серпня 1912 – 8 червня 2000) – фінський кінорежисер і актор.  
Розпочавши свою кар'єру актора наприкінці німого кіно, Туліо звернувся до режисури і постановки у 1930-х. Його фільми відзначаються надзвичайно мелодраматичним стилем.

## Життєпис
Народився у Резекне (Вітебська губернія, Російська імперія, нині – Латвія).  
При народженні Туліо отримав ім'я Теодор Антоній Тугай від батька турецько-польського та матері персько-латвійського походження. 
Перед тим як переїхати з матір'ю, що одружилася з фіном, до Гельсінкі, Тугай провів ранню частину свого дитинства в Латвії зі своїми бабусями та дідусями. 
У віці чотирнадцяти років Тугай став зіркою, зігравши роль у фільмі свого колеги, російського емігранта, вісімнадцятирічного Валентина Ваали "Mustat silmät" ("Чорні очі"), що був завершений у 1929. Через свою "екзотичну" зовнішність, молодого Тугая іноді називали відповіддю Фінляндії Рудольфу Валентино. 
У 1936 Тугай змінив ім'я на більш фінське Теуво Туліо. Його першоюрежисерською роботою став фільм "Taistelu Heikkilän" ("Бій за особняк Гейкіла",1936)  Реґіною Ліннангеймо у головній ролі. Ліннангеймо стала супутницею Туліо на все життя, хоча вони ніколи не були одружені. Реґіна виступала в ролі провідної леді у багатьох його фільмах і стала співавторкою сценарів для шести творів Теуво Туліо, включно з останнім фільмом «Сенсуела» (1973).  
Ліннангеймо написала сценарій до "Rikollinen nainen" ("Крива жінка") та до "Olet mennyt minun vereeni" ("Ти увійшов у мою кров"). 
Всього Туліо зняв 15 художніх фільмів, три з яких були знищені під час пожежі в 1959. Частини двох фільмів були знайдені у 2007 та 2015 роках.

### Подальший вплив і репутація
Фільми Туліо вплинули на фінського режисера Акі Каурісмякі, який пізніше привернув міжнародну увагу до Туліо-кінорежисера.
У 2008 та 2009 роках у США відбулися короткі ретроспективи його творчості в Бруклінській академії музики та Тихоокеанському кіноархіві.  
Кінокритик Дж. Гоберман у щотижневику "The Village Voice" писав: "Одночасно вигадливий і невмілий, чіткий і наповнений. Для кінострічок Туліо характерна перебільшена емоційна напруженість і не менш первісна відсутність самосвідомості... Його фільми відчайдушні та наполегливі, іноді незграбні, але від цього не менш сильні».  
У короткому нарисі режисера для англомовного вебсайту «The Auteurs» Анна Бак-Квапіль назвала роботи Туліо «видовищами страждання та сексу» написавши: «Його стиль може бути ейзенштейнівським. Завдяки експресіоністичному монтажу сяючі обличчя пролетаріату перетинаються з кошенятами, розп'яттями або з недопалками, але він обожнює Голлівуд,  надто захопливо наслідуючи К'юкора, Любіча та Фон Стернберга". 

## Фільмографія
Режисерські роботи
- Taistelu Heikkilän talosta (Боротьба за особняк Гейкіла, 1936), частина копії, знайденої в 2007 році [8]
- Nuorena nukkunut (Силя, яка заснула, молодою, 1937), частина копії, знайденої в архівах La Cinémathèque Franҫaise у 2015.[7]
- Kiusaus (Спокуса, 1938), всі копії, знищені вогнем у 1959.
- Laulu tulipunaisesta kukasta (Пісня про червону квітку, 1938)
- Vihtori ja Klaara (Віктор і Клара, за мотивами коміксу "Виховувати батька", 1939)
- Unelma karjamajalla (У полях мрій, 1940)
- Sellaisena kuin sinä minut halusit (Шлях, на якому ти хотів мене, 1944) та його шведськомовна версія –Sådan du ville ha mig (1944)
- Rakkauden risti (Хрест кохання, 1946) та його шведськомовна версія: Kärlekens kors (1946)
- Levoton veri (Неспокійний Бод, 1946) та його шведськомовна версія: Oroligt blod (1946)
- Intohimon vallassa (У захваті від пристрасті, 1947) та його шведськомовна версія: Olof – forsfararen (1947)
- Хорнанкоскі (Пороги Пекла, 1949) та його шведськомовна версія: Forsfararna (1949); у співпраці з Roland af Hällström
- Rikollinen nainen (Крива жінка, 1952)
- Mustasukkaisuus (Ревнощі, 1953) та його шведськомовна версія: Kvinnorna på forsgården (альтернативна: Två kvinnor, 1953)
- Olet mennyt minun vereeni (Ти увійшов у мою кров, 1956)
- Se alkoi omenasta (Спочатку було яблуко, 1962)
- Сенсуела (1973)